# Albizia
Albizia é um gênero botânico pertencente à família Fabaceae e contém cerca de 137 nomes de espécies aceitos como legítimos.
Espécies do gênero encontram-se amplamente distribuídas pelos continentes do mundo.

## Etimologia
O nome genérico Albizia é em referência a um nobre do século 18 de nome Filipe de Albizzi.